# Summer Is a Curse (single)
Summer Is a Curse is een nummer van de Australische band The Faim uit 2018. Het is de eerste single van hun gelijknamige debuut-EP.
De boodschap van het nummer is om altijd je dromen te blijven najagen, zonder na te denken over de consequenties. "Summer Is a Curse" flopte in thuisland Australië. Wel werd het een radiohit in een aantal Europese landen, maar buiten Frankrijk en Wallonië werden nergens de hitparades gehaald.